# ACE inhibitor
ACE-инхибиторите или инхибитори на ангиотензин-конвертиращ ензим са фармацевтични продукти предназначени за лечението основно на артериална хипертония и прогресираща сърдечна недостатъчност.